# Submachine (série)
Submachine, (Submáquina ou Máquina Submersa), é uma série de jogos no estilo point-and-click criada pelo arquiteto Polonês Mateusz Skutnik, sendo lançado em Setembro de 2005.
Embora o nome da série possa ser erroneamente traduzido do inglês como "submetralhadora", seu real significado se refere ao complexo de mecanismos e máquinas "subterrâneos" ou ocultos que tipicamente fazem parte dos ambientes do jogo e teoricamente compõem "a Submáquina" como um todo.
Em todos os jogos, o jogador controla um personagem não identificado que acorda no início de cada capítulo do jogo dentro de uma sala em algum lugar dentro das instalações da Submáquina, onde deve resolver diferentes puzzles e examinar as diferentes áreas do jogo de forma à escapar. A série foi bem recebida desde o lançamento, contando atualmente com 10 capítulos e quatro spin-offs (continuações não oficiais). Um desses spin-offs foi feito para um concurso do site Jayisgames e outro para o site da banda Future Loop Foundation, um dos spin-offs conta com salas feitas baseadas nas teorias criadas pelos seguidores da serie.
Numa entrevista com Igor Hardy, Mateusz Skutnik afirmou que “Esta série deve ir ao menos até Submachine 10. Após isso, eu não sei.”, Mateusz também escreve historias em quadrinhos com estilos artísticos similares aos vistos na série Submachine.

## Jogos Submachine

### Enredo Principal
- Submachine 1: The Basement: Primeiro jogo da série, dando inicio ao enredo vago e misterioso da série.
- Submachine 2: The Lighthouse:Jogo localizado no misterioso farol de Kent, onde Murtaugh (Citado na série como Mur ou M) trabalhou antes do farol ser enterrado. O objetivo do jogador é sair do estabelecimento usando um portal caseiro feito com uma lâmpada de farol.
- Submachine 3: The Loop Diferente dos outros jogos, não possui menu ou items que podem ser coletados (com exceção do rastreador de coordenadas e uma folha verde), e conta com um numero infinito de salas, causando confusão em jogadores desatentos à mecânica de coordenadas que é extensivamente utilizada no jogo. O Loop é um local desconhecido na Submáquina na qual o espaço e o tempo são distorcidos, e é considerado uma armadilha da Submachine por prender o jogador até que este acabe falecendo por desidratação ou de fome.
- Submachine 4: The Lab: Após escapar do Loop do jogo anterior, o jogador se encontra em um laboratório construído por equipes exploratórias de Murtaugh. Lá, ele conversa pela primeira vez com o jogador através de um terminal, neste jogo é introduzida a mecânica de portais, que seguem coordenadas do eixo tridimensional (X, Y e Z), o jogador deve utilizar os portais para chegar em regiões distantes da submáquina, revisitando algumas salas dos jogos anteriores. Antes do jogador chegar ao laboratório, sabe-se que quatro equipes de exploração estavam fazendo expedições em lugares desconhecidos da Submáquina. Posteriormente o jogador descobre que uma das equipes se explodiu em um navio na tentativa de abrir um alçapão; uma outra equipe quebrou uma bobina e desapareceu de um porão hermeticamente fechado (similar ao porão do Submachine 1); uma terceira equipe descarregou sua bobina e não sabe as coordenadas do porão para recarregá-la, decidindo assim que deveriam tentar chutar coordenadas; e a última equipe tentou abrir um orbe em um pequeno Loop (similar ao do Submachine 3) mas sem sucesso.
- Submachine 5: The Root: Neste jogo você trabalha para Murtaugh como um explorador da Submáquina. A missão é recuperar três gemas da sabedoria e usar as energias nelas embutidas para acionar uma máquina para se transportar para as defesas da Submáquina. O jogador, em busca das gemas, é mandado a explorar a Raíz, o primeiro local conhecido que veio a se tornar o Submachine há muitas décadas atrás.
- Submachine 6: The Edge: Após ativar a maquina do jogo anterior o jogador é interceptado pelo sistema de defesa da Submáquina, onde o jogador consta como uma infecção no sistema. O objetivo é desativar as portas, bloqueios e por ultimo o Mainframe do sistema de defesa, deixando a Submáquina livre para exploração, o jogo conta com um item principal que permite ao jogador entrar na interface das varias redes internas da defesa. E então, com a missão cumprida, Murtaugh abandona o jogador, no qual precisa se virar sozinho para sair das instalações de defesa da Submáquina.
- Submachine 7:The Core:O jogador chega ao centro da sub-rede, no Winter Palace (palácio de inverno), construído por Sir Henry O'Toole. O lugar está todo colapsado devido as ações dos portais de Mur. Elizabeth (citada na série como Liz ou L) revela qual é o verdadeiro objetivo de Mur. Quando o jogador chega ao navio de Liz, esta já foi embora e resta ao jogador seguir os passos de Murtaugh e usar um portal criado por ele para ir a um lugar da Submáquina chamada "setor 9".
- Submachine 8:The Plan: O jogador chega a uma das camadas de realidade do setor 9. Este setor visto em sua totalidade é cegante para todas as pessoas (exceto Murtaugh). O jogador descobre que uma explosão cósmica na Submáquina fez o setor 9 se desmembrar em 8 camadas de realidade, onde cada uma se desenvolveu por conta própria. O objetivo do jogador é continuar seguindo os passos de Mur e alcançá-lo no templo da quinta camada.
- Submachine 9:The Temple: O jogador chega ao templo em que foi feito em dedicação a Liz e Mur. O templo é considerado um "nó" na Submáquina tal que todas as camadas de realidade se aproximam tanto que a diferença entre elas é quase imperceptível, exceto por alguns objetos do cenário.
- Submachine 10 The Exit: O jogador deve tentar escapar da Submáquina e voltar a superfície. Para isso, ele usa uma das descobertas de Mur: um estabilizador que recompõe a matéria que foi estraçalhada pelos imprudentes portais do próprio Mur. O jogador também revisita diversas salas de todos os submachines passados.

### Suplementares
- Submachine 0: Ancient Adventure: Jogo localizado em antigas ruínas da sub-rede
- Submachine: Future Loop Foundation:O jogo se passa na misteriosa FLF.
- Submachine Network Exploration Experience:Experiência de Exploração da Rede Submachine,em sua tradução.Mateusz Skutnik (criador e programador) alertou que este não é um jogo propriamente dito. Nele são postadas as teorias do que os jogadores acham que é a sub-rede.
- Submachine: 32 Chambers:O jogo se passa nas "32 câmaras preenchidas de areia" mencionadas no Submachine 4: The Lab.

## Comunidade
A série Submachine formou uma multidão de fãs. Esses fãs se
reuniram no Pastel Forum, criado pelo desenvolvedor, onde desenvolveram
diversas teorias acerca do jogo e sua história. Essas histórias são, de tempos
em tempos, selecionadas e adicionadas no jogo Submachine Universe.

## Prêmios
A série recebeu vários prêmios, incluindo quatro da Jayisgames:
- Melhor Jogo Casual 2007 – Point-and-Click (por

Submachine 4)
- Melhor Jogo Casual 2009 – Aventura (por

Submachine 6)
- Melhor Jogo Casual 2010 – Point-and-Click (por

Submachine 7)
- 8ª Competição de Design de Jogos Casuais (por

Submachine: 32 Chambers)